# Полум
45°49′ пн. ш. 17°05′ сх. д. / 45.82° пн. ш. 17.09° сх. д.
Полум (хорв. Polum) — населений пункт у Хорватії, у Б'єловарсько-Білогорській жупанії у складі громади Велика Писаниця.

## Населення
Населення за даними перепису 2011 року становило 39 осіб.
Динаміка чисельності населення поселення: